# Xeropteryx
Xeropteryx är ett släkte av fjärilar. Xeropteryx ingår i familjen mätare.
Kladogram enligt Catalogue of Life:
| Xeropteryx | \| \| Xeropteryx columbicola \| \| \| \| \| \| Xeropteryx media \| \| \| \| \| \| Xeropteryx simplicior \| \| \| \| |
|            | \| \| Xeropteryx columbicola \| \| \| \| \| \| Xeropteryx media \| \| \| \| \| \| Xeropteryx simplicior \| \| \| \| |
|            | Xeropteryx columbicola                                                                                              |
|            | |
|            | Xeropteryx media |
|            | |
|            | Xeropteryx simplicior                                                                                               |
|            | |